# Acacia pruinocarpa
Acacia pruinocarpa là một loài thực vật có hoa trong họ Đậu. Loài này được Tindale miêu tả khoa học đầu tiên.